# Gorgonorhynchus repens
Gorgonorhynchus repens är en djurart som tillhör fylumet slemmaskar, och som beskrevs av J.C. Dakin och Fordham 1931. Gorgonorhynchus repens ingår i släktet Gorgonorhynchus och familjen Gorgonorhynchidae. Inga underarter finns listade i Catalogue of Life.